# Tighmert
Tighmert (en arabe تغمرت , en tamazight ⵜⵉⵖⵎⴰⵔⵜ) est un village de la commune rurale marocaine d'Asrir, dans la province de Guelmim et la région Guelmim-Oued Noun.
Situé à environ 10 km de Guelmim, ce village touristique est réputé pour ses oasis.